# ピクセル

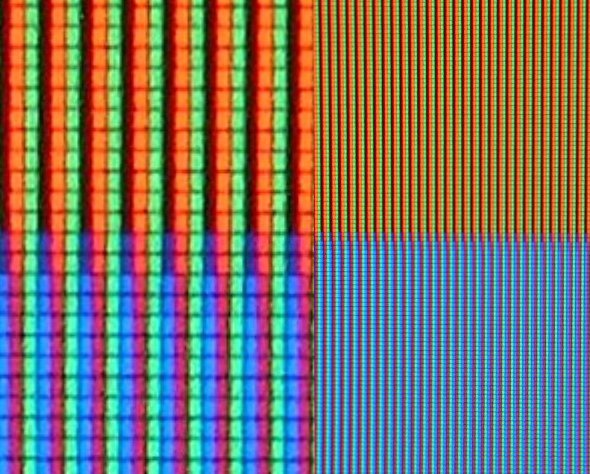
液晶ディスプレイのピクセル（画素）。右側にオレンジと青が表示されている。左側はその拡大で、1ピクセル当たりRGBの三色の組み合わせで、他の色（オレンジ、青）が表現されていることが判る

ピクセル（英: pixel）、または画素（がそ）とは、コンピュータで画像を扱う際に、色情報 (色調や階調) を持つ最小単位、最小要素のこと。
しばしばピクセルと同一の言葉として使われるドットとは、後者が単なる物理的な点情報（ある色、例えばドットを「黒色」で表示されるものとすれば、1ピクセルのRGBが「全て消えている状態」）であることで区別される。例えばディスプレイにおいて320×240ピクセルの画像を100％表示すれば320×240ドットとなるが、200％表示ならば640×480ドットとなる。
ピクセルは、一般的に「写真の要素」を意味する英語の「picture element」からの造語、または「写真の細胞」を意味する英語の「picture cell」からの造語とされる。picture elementのもう一つの略語pelは、日本語で絵素（えそ）と表現され、その場合に限り「画素」をサブピクセルを意味する用語として使われたが、この用法は歴史的用語となりつつあり、電光掲示板の仕様に時折みられる程度となっている。

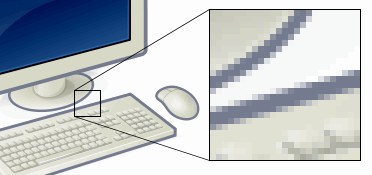
ピクセルの拡大図の例

コンピュータでは、連続的な値を扱えないため、画像を扱うにも量子化する必要がある。例えば、640×480ピクセルの画像は、横640個、縦480個の点を並べて表現されていることを示す。ディスプレイなどのデバイスにおいては、一般的なラスタディスプレイでは、ピクセルを単位として画像を表示する。

## アスペクト比
画像におけるアスペクト比は、1画面の縦と横の比を意味する (画面アスペクト比を参照)。同様に、画素におけるアスペクト比は、1画素の縦と横の比を意味する。
コンピュータディスプレイでのピクセルは、画像を2次元平面として扱う都合上、正方形をしている。これは、補正のための余分な演算が必要ないからである。
テレビ（NTSC規格など）のように、ピクセルの縦横比（ピクセルアスペクト比）が1：1でない場合もある。この場合は表示時に常に補正を行っている。

## 色

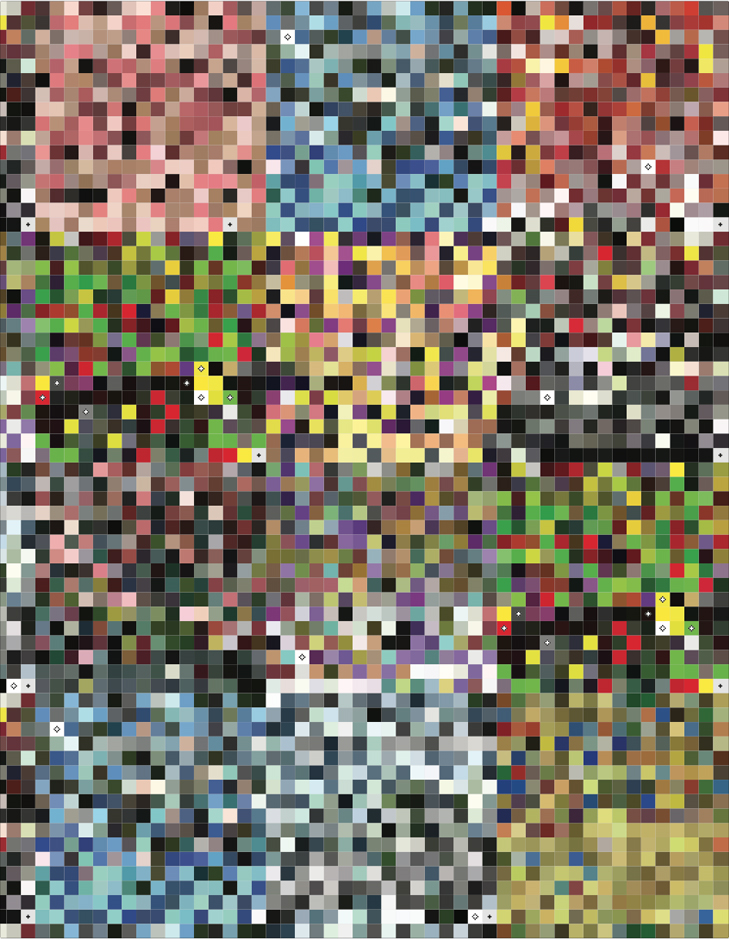
ピクセルアート

大半のカラー画像において、一つのピクセルは、三原色の各原色（赤、緑、青）で独立した明度情報を有する。ピクセルにどれだけの情報量を与えるかによって、そのピクセルが表現できる色数が決まる。例として、1ピクセルに1ビットの情報しか割り当てない場合、ピクセルは2色しか表現できない。それぞれの原色のチャンネルに8ビット（28=256 階調）、計24ビットの情報を割り当てれば、(28)3=16,777,216 色が再現できる（一般的に、ヒトの目は750万色～1000万色程度の識別が可能であるといわれており、これを十分にカバーできる）。また、1ピクセルに32ビットの情報を割り当てる場合もあり、この時は色の表現に24ビットを使用し、残りの8ビットでアルファチャンネル (透明度) を記述するために使用することがある。
コンピュータにおいては、1ピクセルあたりに割り当てる情報量によって、16ビット (赤、青は5ビット=32階調、緑は6ビット=64階調) で表現する場合をハイカラー、24ビット (各原色8ビット=256諧調) で表現する場合をトゥルーカラーと呼ぶ。
ディスプレイデバイス等において、アルファチャンネルは意味をなさないが、24ビットに比べて、メモリアドレスやデータの扱いが簡単であることから、各ピクセルに32ビットを割り当てる場合もある (この場合は「トゥルーカラー」となる)。商業印刷用途などでは、48ビット（各原色16ビット=65,536階調）も用いられる。

## アンチエイリアス
コンピュータで扱う画像ではピクセル単位より細かく描画することはできない。このため、物体の輪郭にジャギーと呼ばれるギザギザが発生してしまう。このジャギーを軽減するために、物体の輪郭を背景と融合するように、色を滑らかに変化させることをアンチエイリアス (英: anti-alias) といい、その処理をアンチエイリアシングという。アンチエイリアスをかけると輪郭がぼやけてしまうため、ビットマップフォントなどではアンチエイリアス処理（アンチエイリアシング）は行われないことが多い。アンチエイリアス処理に前述のアルファチャンネルが利用されることもある。

## メガピクセル
メガピクセル（英語: Megapixel）は、万単位のピクセルを示す単位として用いられる。1メガピクセルは100万画素である。主にデジタルカメラの性能指標として用いられる場合が多い。しかし日本ではあまり用いられておらず、数字を大きく見せるために「1000万画素」などと表現されることが多い。